# Saint-Loup-sur-Aujon
Saint-Loup-sur-Aujon é uma comuna francesa na região administrativa de Grande Leste, no departamento de Haute-Marne. Estende-se por uma área de 19,33 km². Em 2010 a comuna tinha 140 habitantes (densidade: 7,2 hab./km²).